# Homalomena obscurifolia
Homalomena obscurifolia är en kallaväxtart som beskrevs av Cornelis Rugier Willem Karel van Alderwerelt van Rosenburgh. Homalomena obscurifolia ingår i släktet Homalomena och familjen kallaväxter. Inga underarter finns listade.